# Nederlandse kampioenschappen atletiek 1970
In 1970 werden de Nederlandse kampioenschappen atletiek gehouden op 25 en 26 juli in het Pim Muliersportpark in Haarlem. De organisatie lag in handen van de K.A.V. “Holland” Haarlem. Vooral de eerste dag had men te kampen met een af en toe tot een halve storm aanwakkerende wind, aangevuld met een reeks van buien.
De Nederlandse atletiekkampioenschappen op de 10.000 m voor mannen en de 200 m horden voor mannen werden op 9 augustus gehouden op de sintelbaan Nylân te Leeuwarden.

## Uitslagen

### 100 m
| rang   | atleet        | prestatie |
| ------ | ------------- | --------- |
| Goud   | Ad de Jong    | 11,0 s    |
| Zilver | Ad van Boekel | 11,0 s    |
| Brons  | Ad Verhoef    | 11,0 s    |

| rang   | atlete             | prestatie |
| ------ | ------------------ | --------- |
| Goud   | Wilma van den Berg | 11,7 s    |
| Zilver | Kitty van Straten  | 12,1 s    |
| Brons  | Trudy Ruth         | 12,1 s    |

### 200 m
| rang   | atleet               | prestatie |
| ------ | -------------------- | --------- |
| Goud   | Ad van Boekel        | 21,7 s    |
| Zilver | Teun de Boer         | 21,9 s    |
| Brons  | Chris van der Meulen | 21,9 s    |

| rang   | atlete             | prestatie |
| ------ | ------------------ | --------- |
| Goud   | Wilma van den Berg | 24,6 s    |
| Zilver | Trudy Ruth         | 24,9 s    |
| Brons  | Josje Rademaker    | 25,3 s    |

### 400 m
| rang   | atleet                | prestatie |
| ------ | --------------------- | --------- |
| Goud   | Rijn van den Heuvel   | 47,8 s    |
| Zilver | Fred van Herpen       | 47,9 s    |
| Brons  | Toine van de Goolberg | 48,6 s    |

| rang   | atlete             | prestatie |
| ------ | ------------------ | --------- |
| Goud   | Stans Brehm        | 55,8 s    |
| Zilver | Toos Peters        | 57,5 s    |
| Brons  | Aukje van den Hoek | 58,0 s    |

### 800 m
| rang   | atleet           | prestatie |
| ------ | ---------------- | --------- |
| Goud   | Sjef Hensgens    | 1.52,9    |
| Zilver | Theo Middelkoop  | 1.53,3    |
| Brons  | Henk Snepvangers | 1.53,4    |

| rang   | atlete            | prestatie |
| ------ | ----------------- | --------- |
| Goud   | Ilja Keizer-Laman | 2.06,7    |
| Zilver | Anneke de Lange   | 2.07,5    |
| Brons  | Elly Ernest       | 2.08,2    |

### 1500 m
| rang   | atleet         | prestatie |
| ------ | -------------- | --------- |
| Goud   | Haico Scharn   | 3.47,4    |
| Zilver | Bram Wassenaar | 3.48,2    |
| Brons  | Hans Ruiter    | 3.51,9    |

| rang   | atlete            | prestatie |
| ------ | ----------------- | --------- |
| Goud   | Ilja Keizer-Laman | 4.24,6    |
| Zilver | Anneke de Lange   | 4.26,3    |
| Brons  | Elly Ernest       | 4.29,3    |

### 5000 m
| rang   | atleet         | prestatie |
| ------ | -------------- | --------- |
| Goud   | Gerard Tebroke | 14.25,4   |
| Zilver | Egbert Nijstad | 14.29,2   |
| Brons  | Jos Hermens    | 14.35,4   |

### 10.000 m*
| rang   | atleet            | prestatie |
| ------ | ----------------- | --------- |
| Goud   | Wil Willems       | 30.45,5   |
| Zilver | Piet Vonck        | 30.45,8   |
| Brons  | Hans van Engeland | 31.02,0   |

### 110 m horden/100 m horden
| rang   | atleet         | prestatie |
| ------ | -------------- | --------- |
| Goud   | Wim de Leeuw   | 15,2 s    |
| Zilver | Ed van Venrooy | 15,2 s    |
| Brons  | Hans Smeman    | 15,2 s    |

| rang   | atlete        | prestatie |
| ------ | ------------- | --------- |
| Goud   | Mieke Sterk   | 14,3 s    |
| Zilver | Miep van Beek | 14,8 s    |
| Brons  | Trudy Ruth    | 15,1 s    |

### 200 m horden*
| rang   | atleet       | prestatie |
| ------ | ------------ | --------- |
| Goud   | Wim Braaksma | 24,9 s    |
| Zilver | Wim de Leeuw | 25,0 s    |
| Brons  | Harry Dost   | 26,0 s    |

### 400 m horden
| rang   | atleet          | prestatie |
| ------ | --------------- | --------- |
| Goud   | Jan Struijk     | 53,7 s    |
| Zilver | Wim Braaksma    | 54,1 s    |
| Brons  | Tiemen Veneboer | 54,8 s    |

### 3000 m steeple
| rang   | atleet         | prestatie |
| ------ | -------------- | --------- |
| Goud   | Egbert Nijstad | 8.55,4    |
| Zilver | Wil Willems    | 9.16,4    |
| Brons  | Roelof Veld    | 9.22,2    |

### Verspringen
| rang   | atleet       | prestatie |
| ------ | ------------ | --------- |
| Goud   | Ben Saris    | 7,31 m    |
| Zilver | Dick Brouwer | 7,27 m    |
| Brons  | Ad de Jong   | 7,27 m    |

| rang   | atlete           | prestatie |
| ------ | ---------------- | --------- |
| Goud   | Miep van Beek    | 5,95 m    |
| Zilver | Ria van den Berg | 5,88 m    |
| Brons  | Mieke Sterk      | 5,83 m    |

### Hink-stap-springen
| rang   | atleet           | prestatie |
| ------ | ---------------- | --------- |
| Goud   | Kees de Kort     | 14,26 m   |
| Zilver | Max van der Does | 13,84 m   |
| Brons  | Ger Heinsius     | 13,72 m   |

### Hoogspringen
| rang   | atleet            | prestatie |
| ------ | ----------------- | --------- |
| Goud   | Peter Geelen      | 2,01 m    |
| Zilver | Ben Lesterhuis    | 1,98 m    |
| Brons  | Roel van der Wijk | 1,90 m    |

| rang   | atlete              | prestatie |
| ------ | ------------------- | --------- |
| Goud   | Miep van Beek       | 1,66 m    |
| Zilver | Mieke Sterk         | 1,66 m    |
| Brons  | Marietje Valkenberg | 1,66 m    |

### Polsstokhoogspringen
| rang   | atleet       | prestatie |
| ------ | ------------ | --------- |
| Goud   | Bert Krijnen | 4,40 m    |
| Zilver | Hans Meyer   | 4,30 m    |
| Brons  | Hans Smeman  | 4,30 m    |

### Kogelstoten
| rang   | atleet         | prestatie |
| ------ | -------------- | --------- |
| Goud   | Cees van Wees  | 15,48 m   |
| Zilver | Dick Schrieken | 14,46 m   |
| Brons  | Nico Kriatkow  | 14,02 m   |

| rang   | atlete               | prestatie |
| ------ | -------------------- | --------- |
| Goud   | Els van Noorduyn     | 16,84 m   |
| Zilver | Mieke van Rangelrooy | 14,04 m   |
| Brons  | Anneke de Bruin      | 13,14 m   |

### Discuswerpen
| rang   | atleet        | prestatie |
| ------ | ------------- | --------- |
| Goud   | Cees Koch     | 49,22 m   |
| Zilver | Harry Zitsen  | 48,30 m   |
| Brons  | Eef Kamerbeek | 46,84 m   |

| rang   | atlete          | prestatie |
| ------ | --------------- | --------- |
| Goud   | Anneke de Bruin | 51,52 m   |
| Zilver | Corrie Roovers  | 43,00 m   |
| Brons  | Beb Tousain     | 40,74 m   |

### Speerwerpen
| rang   | atleet         | prestatie |
| ------ | -------------- | --------- |
| Goud   | Paul Verschoor | 68,86 m   |
| Zilver | Ab Slaman      | 68,66 m   |
| Brons  | Piet Olofsen   | 68,18 m   |

| rang   | atlete       | prestatie |
| ------ | ------------ | --------- |
| Goud   | Carla Luyer  | 46,22 m   |
| Zilver | Anja Lamers  | 43,82 m   |
| Brons  | Ria Wagenaar | 43,64 m   |

### Kogelslingeren
| rang   | atleet         | prestatie |
| ------ | -------------- | --------- |
| Goud   | Wim Schoemaker | 51,20 m   |
| Zilver | Klaas Veuger   | 51,10 m   |
| Brons  | Sjef Swinkels  | 47,30 m   |

* Dit onderdeel vond plaats op 9 augustus in Leeuwarden
1904 · 
1908 · 
1909 · 
1910 · 
1911 · 
1912 · 
1913 · 
1914 · 
1915 · 
1917 · 
1918 · 
1919 · 
1920 · 
1921 · 
1922 · 
1923 · 
1924 · 
1925 · 
1926 · 
1927 · 
1928 · 
1929 · 
1930 · 
1931 · 
1932 · 
1933 · 
1934 · 
1935 · 
1936 · 
1937 · 
1938 · 
1939 · 
1940 · 
1941 · 
1942 · 
1943 · 
1944 · 
1946 · 
1947 · 
1948 · 
1949 · 
1950 · 
1951 · 
1952 · 
1953 · 
1954 · 
1955 · 
1956 · 
1957 · 
1958 · 
1959 · 
1960 · 
1961 · 
1962 · 
1963 · 
1964 · 
1965 · 
1966 · 
1967 · 
1968 · 
1969 · 
1970 · 
1971 · 
1972 · 
1973 · 
1974 · 
1975 · 
1976 · 
1977 · 
1978 · 
1979 · 
1980 · 
1981 · 
1982 · 
1983 · 
1984 · 
1985 · 
1986 · 
1987 · 
1988 · 
1989 · 
1990 · 
1991 · 
1992 · 
1993 · 
1994 · 
1995 · 
1996 · 
1997 · 
1998 · 
1999 · 
2000 · 
2001 · 
2002 · 
2003 · 
2004 · 
2005 · 
2006 · 
2007 · 
2008 · 
2009 · 
2010 · 
2011 · 
2012 · 
2013 · 
2014 · 
2015 · 
2016 ·
2017 ·
2018 ·
2019 ·
2020 ·
2021 ·
2022 ·
2023 ·
2024 ·
2025